# Кременецька ялиця каліфорнійська
Кремене́цька яли́ця каліфорні́йська — ботанічна пам'ятка природи місцевого значення в Україні. Розташована у місті Кременець Тернопільської області, на польському цвинтарі. 
Площа — 0,01 га. Оголошена об'єктом природно-заповідного фонду Тернопільської області рішенням виконавчого комітету Тернопільської обласної ради від 28 грудня 1970 року № 829. Перебуває у віданні Кременецького житлово-комунального комбінату. 
60-річна ялиця блакитного кольору діаметром 38 сантиметрів — єдине подібне дерево в Тернопільській області.